# Hyde (motorfiets)
Hyde is de naam van twee historische merken van motorfietsen.

## Hyde 1921
In 1921 bestond er een Brits merk dat - zoals veel andere merken - motorfietsen samenstelde met componenten van toeleveranciers. Het merk bestond waarschijnlijk slechts één jaar en maakte gebruik van 348cc-Blackburne-zijklepmotoren. 

## Hyde 1976
Norman Hyde had acht jaar in de Triumph-fabriek gewerkt. Hij werkte daar samen met de constructeurs Doug Hele en Bert Hopwood. Hyde deed veel ervaring op met de ontwikkeling van de BSA Rocket 3/Triumph Trident-racemotoren die aan het eind van de jaren zestig successen boekten. 
In 1974 was de Triumph-fabriek gesloten en overgenomen door het Meriden Motorcycle Co-Operative, dat feitelijk bestond uit voormalige werknemers. Hyde opende zijn eigen motorzaak en specialiseerde zich in de Triumph Trident-driecilindermodellen, die niet meer geproduceerd werden. De Triumph-coöperatie probeerde nog jaren het hoofd boven water te houden met de tweecilinders Triumph Bonneville en Triumph Tiger. 
Nu de ontwikkeling van de Triumph-motorfietsen tot stilstand was gekomen ging Norman Hyde vanaf 1976 zelf steeds meer verbeteringen aanbrengen: hij ontwikkelde frames, schijfremmen en andere onderdelen en maakte op die manier speciale machines die eerst nog "Hyde-Triumph" heetten, maar uiteindelijk, met de "Hyde Harrier" was de naam Triumph helemaal verdwenen. Met de "Hyde Hornet" van 1994 had hij zelfs de Triumph-motoren losgelaten. Deze machine had een 636cc-Rotax-motor. Deze machine was gebouwd als wegracer, maar in 1996 volgde ook een straatmodel. Hyde ging richtte zich daarna meer op de verkoop van motorfietsen (intussen was Triumph herboren na de overname door John Bloor) en speciale onderdelen voor oude en nieuwe Triumphs, maar ook voor Japanse motorfietsen. In 2008 maakte hij de Hyde Harrier Jubilee, ter herinnering aan het 50-jarige bestaan van de Triumph Bonneville.